# Haas VF-19
Haas VF-19 —  гоночный автомобиль с открытыми колёсами в Формуле-1, был разработан и построен итальянским производителем шасси Dallara для американской конюшни Haas F1 Team для участия в чемпионате мира Формулы-1 сезона 2019 года. Болид был оснащен двигателем Ferrari 2019 года спецификации, Ferrari 064 EVO. Пилотировали в 2019 году болид, французский пилот Ромен Грожан выступавший в конюшне четвёртый год и датский пилот Кевин Магнуссен, выступающих за конюшню третий год. В качестве тест пилота участвовал пилот из Бразилии Пьетро Фиттипальди. Болид дебютировал на Гран-при Австралии 2019 года.

## Разработка болида
Команда начала начальную стадию разработки новой модели в июле 2018 года, тогда же было объявлено, что Haas завершает цикл доработки действующего болида VF-18, и сосредотачивает все ресурсы в пользу работы над автомобилем на следующий сезон. В связи с улучшением регулировки в аэродинамике у Haas в 2019 году, конюшня направила силы на более детальные просчеты чтоб улучшить обгоны на трассе, по мимо этого болид отличался рядом новшеств: более широким, упрощенным передним крылом, более широким задним крылом и упрощенными тормозными каналами, а также меньшими баржабордами.

### Презентация VF-19
Двигатель автомобиля был официально запущен 18 февраля 2019 года на пит-лейне автодрома Барселона-Каталунья, Испания, на предсезонных заездах, а сама презентация болида прошла ранее 7 февраля 2019 года в Королевском автомобильном клубе в Лондоне, где по факту была представлена не машина, а новая раскраска, отображающая цвета титульного спонсора. Официально же новую модель Rich Energy Haas F1 Team представили только перед началом первого тестового дня в Барселоне, на пит-лейне каталонского автодрома прессе была продемонстрирована новая VF-19.

### Именование
Происхождение названия болида "VF-19" начато от первой модели VF-16 и по возрастающей каждый год, а та в свою очередь происходит от первого станка с ЧПУ, изготовленного компанией Haas Automation, VF-1, запущенного в 1988 году. "V" означает вертикальный, что является отраслевым стандартом для обозначения вертикальной мельницы. Джин Хаас, основатель Haas Automation, добавил к названию "F1", чтобы неофициально обозначить принадлежность к гоночной серии, а так же обозначить его как первый, 9 в текущей модели показывала год выпуска 2019. Серийный номер имеет цифровое продолжение модели 2018 года VF-18.

## Технические особенности

### Дизайн
Итальянский производитель шасси Dallara как и в прошлом сезоне построили основной монокок для конюшни Haas. Как и во всех предыдущих сезонах, команда приобрела ряд компонентов у своего поставщика силовых агрегатов Ferrari, при этом увеличилось применение  своих разработок, доработке монокока предоставленного Dallara, аварийных конструкций и кузова. Это было сделано для соблюдения соответствующим спортивным и техническим регламентам FIA, которые прямо запрещали копировать клиентские автомобили, а правила обязывали команды самим проектировать множество деталей, чтобы считаться конструктором в соответствии с техническим регламентом.

## Результаты выступлений
| Легенда к таблице |                                                                    |
| --- | ------------------------------------------------------------------ |
| В таблице перечислены результаты всех Гран-при Формулы-1, в которых использовался автомобиль. Строками таблицы являются сезоны, столбцами — этапы чемпионата мира. В каждой клетке указаны сокращённое название этапа и результат, дополнительно обозначенный цветом. Расшифровка обозначений и цветов представлена в нижеследующей таблице. |                                                                    |
| \| Пример \| Описание \| \| ------------ \| ------------------------------------------------------------------ \| \| 1 \| Победитель \| \| 2 \| Второе место \| \| 3 \| Третье место \| \| 5 \| Финишировал, заработав очки \| \| Сход \| Не финишировал, но при этом заработал очки \| \| 12 \| Финишировал, не получив очков \| \| НКЛ \| Финишировал, но не попал в финальную классификацию \| \| 15 \| Участвовал вне зачёта, либо по отдельной классификации \| \| 18 \| Не финишировал, но попал в финальную классификацию \| \| Сход \| Не финишировал \| \| НКВ \| Не прошёл квалификацию \| \| НПКВ \| Не прошёл предквалификацию \| \| ДСК \| Дисквалифицирован \| \| ИСК \| Исключён из протокола соревнований \| \| ТТ \| Заявлен для участия только в тренировках \| \| НС \| Участвовал в квалификации, но не стартовал в гонке \| \| Т \| Травмирован или болен \| \| ОТК \| Отказ от участия \| \| НТР \| Прибыл на соревнования, но на трассу не выезжал \| \| НПР \| Был заявлен в числе участников, но не прибыл к началу соревнований \| \| О \| Соревнования отменены \| \| \| Не участвовал \| \| Поул-позиция \| \| \| Быстрый круг \| \| |                                                                    |
| Пример | Описание                                                           |
| 1 | Победитель                                                         |
| 2 | Второе место                                                       |
| 3 | Третье место                                                       |
| 5 | Финишировал, заработав очки                                        |
| Сход | Не финишировал, но при этом заработал очки                         |
| 12 | Финишировал, не получив очков                                      |
| НКЛ | Финишировал, но не попал в финальную классификацию                 |
| 15 | Участвовал вне зачёта, либо по отдельной классификации             |
| 18 | Не финишировал, но попал в финальную классификацию                 |
| Сход | Не финишировал                                                     |
| НКВ | Не прошёл квалификацию                                             |
| НПКВ | Не прошёл предквалификацию                                         |
| ДСК | Дисквалифицирован                                                  |
| ИСК | Исключён из протокола соревнований                                 |
| ТТ | Заявлен для участия только в тренировках                           |
| НС | Участвовал в квалификации, но не стартовал в гонке                 |
| Т | Травмирован или болен                                              |
| ОТК | Отказ от участия                                                   |
| НТР | Прибыл на соревнования, но на трассу не выезжал                    |
| НПР | Был заявлен в числе участников, но не прибыл к началу соревнований |
| О | Соревнования отменены                                              |
| | Не участвовал                                                      |
| Поул-позиция |                                                                    |
| Быстрый круг |                                                                    |

| Год  | Шасси      | Двигатель                | Ш | Гонщики         | 1    | 2    | 3   | 4    | 5   | 6   | 7   | 8    | 9   | 10   | 11  | 12   | 13  | 14  | 15  | 16   | 17  | 18  | 19  | 20  | 21  | Место | Очки |
| ---- | ---------- | ------------------------ | - | --------------- | ---- | ---- | --- | ---- | --- | --- | --- | ---- | --- | ---- | --- | ---- | --- | --- | --- | ---- | --- | --- | --- | --- | --- | ----- | ---- |
| 2019 | Haas VF-19 | Ferrari 064 EVO 1,6 V6 T | P |                 | АВС  | БАХ  | КИТ | АЗЕ  | ИСП | МОН | КАН | ФРА  | АВТ | ВЕЛ  | ГЕР | ВЕН  | БЕЛ | ИТА | СИН | РОС  | ЯПО | МЕК | США | БРА | АБУ | 9     | 28   |
| 2019 | Haas VF-19 | Ferrari 064 EVO 1,6 V6 T | P | Ромен Грожан    | Сход | Сход | 11  | Сход | 10  | 10  | 14  | Сход | 16  | Сход | 7   | Сход | 13  | 16  | 11  | Сход | 13  | 17  | 15  | 13  | 15  | 9     | 28   |
| 2019 | Haas VF-19 | Ferrari 064 EVO 1,6 V6 T | P | Кевин Магнуссен | 6    | 13   | 13  | 13   | 7   | 14  | 17  | 17   | 19  | Сход | 8   | 13   | 12  | 18  | 17  | 9    | 15  | 15  | 18  | 11  | 14  | 9     | 28   |